# Rikkel Nikkel
Rikkel Nikkel (ook wel Rikkel Nikkel: De avonturen van een robot) was een Nederlands kinderprogramma dat van 30 september 1961 tot en met 9 juni 1962 door de AVRO werd uitgezonden.
De serie was gebaseerd op verhalen van Cees Wilkeshuis en geregisseerd door Nan Wamelink. De plot draaide rond Rikkel Nikkel (Detlev Pols), een robot zonder hart, en zijn twee vrienden Professor IJzerdraedt (Ben Aerden) en matroos Kees Kraaiennest (Joop Admiraal). Met zijn drieën gingen ze op zoek naar een hart voor de robot en kwamen daarbij in verre landen terecht. Andere rollen waren weggelegd voor Admiraal Alfonso (Piet Römer), Pedro (Aart Staartjes), Guillermo (John Lanting), Magister Archibaldus (Rien van Nunen) en de kapitein (Rudi Falkenhagen).
Tijdens de eerste uitzendingen werd voor de robot een kostuum van triplex gebruikt, wat echter te zwaar en te warm bleek te zijn. Later werd dit vervangen door een aluminium pak, dat dankzij een constructie precies om het lichaam van de acteur paste. In de kop was een microfoon met zender gemonteerd, dat nogal gevoelig bleek te zijn voor radiosignalen van buitenaf. Dit leverde tijdens een live-uitzending weleens problemen op.
Omdat er in de Bussumse studio's vaak repetitieruimte ontbrak, werd er dikwijls in Amsterdamse hotels gerepeteerd, aangezien de meeste acteurs in die stad woonden. Acteur Lee Marvin was ooit aanwezig bij een repetitie in Hotel De Doelen en toen Detlev Pols zich eens versliep, werd hij onder politiebegeleiding naar het hotel gereden.